# 国鉄ト24000形貨車
国鉄ト24000形貨車（こくてつト24000がたかしゃ）は、かつて日本国有鉄道の前身である鉄道省に在籍した無蓋貨車である。

## 概要
1917年（大正6年）から1926年（大正15年）にかけて日本車輌製造本店・支店（天野工場）等の民間工場および鉄道院工場で製造された、15 t 積み二軸無蓋車で、製造数は6,993両（ト24000 - ト30992）である。1928年（昭和3年）の称号規程改正により、構造が少し違う初期の物（ト24000 - ト29189）と改良型（ト29190 - ト30497・ト34000 - ト34469）を分け、トム5000形およびトム16000形（トム16000 - トム17773）に改称された。
車体寸法は、一応前級ト21600形（後のトム1形）と同様だが設計にメートル法を採用したため、荷台の内寸は長さ6,930 mm、幅2,200 mm、側板の高さ1,000 mm、妻板の高さ1,280 mmであり、床面積は15.2 m2、容積は35.0m3（ト21600＝トム1形は長さ6,928 mm×幅2,184 mm×側面高さ1,016 mm、床面積15.1ｍ2）でわずかに違いが生じたが、荷重などはすべて同一で運用上の違いはない。側板の構造もト21600形と同様で、車体中央部に幅1,628mmの観音開き式の鋼製扉を設け、その両側は木製5枚側のうち下部の3枚分をあおり戸とし、上部の2枚分は固定式としたものである。俗に「観音トム」と呼ばれるグループの一つで、床面も木製である。ト21600形との最大の相違点は、車軸がト21600形では短軸であるのに対し、本形式では長軸とされている点である。
1924年（大正13年）度以降の製造車は、あおり戸上部の固定側板が取り外し可能となっており、1928年の改番時にトム16000形としてトム5000形となった前期製造車と区別された。また、製造当初の連結器は、ねじ式でバッファを備えていたが、1925年（大正14年）に実施された自動連結器への一斉交換に対応するため、その前後（1926年前期製のト29917（トム16723）までとそれ以降）で台枠の構造が大きく異なっており、ねじ式連結器およびバッファに対応した台枠は側梁が太いが、後期形の自動連結器に対応した台枠は側梁に代わって中梁を強化し、無蓋車では初めて中梁の方が太くなった。
その他の主要諸元は、全長7,830 mm、全幅2,452 mm、自重7.6 t - 7.9 tである。下回りは軸距3,962 mm/3,900 mm（1926年中期以降製造車）で、軸ばね受けはベースとなったトム1形と共に当初はリンク式で製造されていたが、リンク装置の担いバネの両端の目玉部分に損傷が頻発したため旧式のシュー式に戻された、最高運転速度は65 km/hである。

### 1928年改番後の状況
前述のように、本形式は1928年（昭和3年）の称号規程改正により、トム5000形とトム16000形に区分された。トム5000形となったのは、トフ250形、トフ300形、ワム3500形の改造編入車を含めて5,333両で、番号は二車現存車の書き換えと、青梅電気鉄道買収車20両が存在するため、トム5000 - トム10346となっている。トム16000形については、トム1形改番車を含めて1,785両が同形式となっており、二車現存車の書き換えが7両存在するため、番号はトム16000 - トム17792となっている。
両形式とも、汎用無蓋車として全国で使用されたが、独特の側板構造は、ばら積み貨物の荷役には便利だったものの、材木等の荷役には不便であったため、以降の無蓋車はすべて総あおり戸方式となった。
1938年（昭和13年）から1939年（昭和14年）にかけて、陸軍の要請によりトム5000形1,620両が中国に送られたが、その後の消息は不明である。内訳は北支方面800両（標準軌に改軌）、中支方面660両（標準軌に改軌）、山西方面160両（1,000 mm軌間に改軌）である。なお、これらの数字は無蓋車のまま送られたもので、国鉄工場で長物車のチム5000形に改造された250両（北支200両・中支50両）は含まれていない。
淘汰は昭和30年代に本格的に進み、トム5000形は1970年（昭和45年）度、トム16000形は1962年（昭和37年）度に姿を消したが、書類上は前者は1985年（昭和60年）度、後者は1968年（昭和43年）度まで在籍していた。

## 形式間改造

### トフ250形の改造編入
トフ250形全車15両（トフ250 - トフ264）が、1936年（昭和11年）度に車掌室を撤去して、トム5000形に編入された。なお、このグループは、もともとがト21600形（トム1形）の改造であるため、トム5000形であるが短軸である。これによってトフ250形は形式消滅となった。

### トフ300形の改造編入
トフ300形全車150両（トフ300 - トフ449）が、車掌車や有蓋緩急車の増備により、1936年（昭和11年）度に車掌室を撤去して、トム5000形に編入された。これによってトフ300形は形式消滅となった。

### リ2500形への改造
リ2500形は、1952年（昭和27年）にトム5000形およびトム16000形から改造された、雪捨用の10 t 積み土運車である。トム1形の改造車を含めて150両（リ2500 - リ2649）が製作された。あおり戸と妻板は低くされ、中央部にあった開き戸はあおり戸に変更されている。それに伴い、最大高は1,695mmとなっている。1960年（昭和35年）までに全車が廃車された。

### 控車・長物車への改造
中国に送られたチム5000形以外には、トム16000形は、1954年（昭和29年）から航送用控車ヒ500形、入換用控車ヒ600形に改造されたほか、1957年（昭和32年）から1962年（昭和37年）にかけて、国鉄工場で長物車チ1000形に改造（部品流用）されている。

## 譲渡
私鉄譲渡は極めて大量であり、ここでは文献上でわかる限りを記す。
1948年（昭和23年）4月に、トム5000形2両（トム5780, トム9502）が南部鉄道に譲渡され、トム100形（トム100, トム101）となった。両車とも、1966年（昭和41年）2月に廃車となっている。
1949年（昭和24年）に、トム5000形8両が江若鉄道に譲渡されてトム300形（トム300-トム307）となっている。そのうちトム306は、1969年の廃止まで車籍を有した。また、3両（トム300, トム301, トム305）は、1955年（昭和30年）に廃車となり、1957年（昭和32年）4月に三岐鉄道に譲渡のうえ、同社のトム10形（トム10 - トム12）となったが、トム10が1965年（昭和40年）12月、トム11, トム12が1966年（昭和41年）9月に廃車となった。
1949年（昭和24年）1月8日に、トム5000形1両（トム7575）が三井芦別鉄道に譲渡され、トム1形（トム4）となった
1949年（昭和24年）4月26日に、トム5000形8両およびトム13500形各1両（トム5591, トム8049, トム8321, トム7623, トム8462, トム7851, トム5529, トム6377, トム13557）が三菱鉱業美唄鉄道に譲渡され、トム5000形（トム5001 - トム5008）、トム13500形（トム13501）となった。
1949年（昭和24年）8月に、トム5000形10両（トム5607, トム5337, トム5856, トム8086, トム8558, トム7930, トム8529, トム8506, トム8484, トム5586）が西濃鉄道に譲渡され、同社のトム100形（トム101 - トム110）となっている。これらは、車体構造が荷役に不便をきたしたため、1965年（昭和40年）から1966年（昭和41年）にかけて総あおり戸構造に改造されたが、1968年（昭和43年）10月1日国鉄ダイヤ改正により高速化に適合せず、同年廃車された。
1949年（昭和24年）にトム5000形8両（トム5532, トム5566, トム5598, トム8533, トム9484, トム8411, トム7312, トム7713）が名古屋鉄道に譲渡されて同社のトム970形（トム971-978）となる。1960年廃車。
1950年（昭和25年）5月に、トム5000形6両（トム9484, トム5373, トム6085, トム6544, トム8210, トム8492,）が三岐鉄道に譲渡されて同社のトム500形（トム503 - トム508）とされたが、間もなくワム200形、スム400形に改造された。
1951年（昭和26年）に、トム5000形5両（トム13409, トム13419, トム7407, トム7510, トム6293）が小坂鉄道に譲渡され、トム500形（トム500 -トム504）として花岡線で使用された。これらは、1962年（昭和37年）9月に国鉄土崎工場に入場して改造が行われ、トム5000形（トム5000 - トム5004）に改番された。
1952年（昭和27年）3月に、トム5000形2両（トム5772, トム6087）が十和田観光電鉄に譲渡され、トム100形（トム101, トム102）となった。
1953年（昭和28年）9月に、トム5000形8両（トム6074, トム6459, トム7089, トム8567, トム8905, トム7879, トム9838, トム10345）が倉敷市交通局（現在の水島臨海鉄道）に譲渡され、トム32形（トム32 - トム39）となったが、翌年トム41形（トム41 - トム48）に改番された。1954年（昭和29年）7月にはトム5000形5両およびトム16000形2両（トム6350, トム6401, トム7548, トム9844, トム16196, トム9166,トム 17653）が追加され、トム41形（トム49 - トム55）となった。トム41, トム45, トム51が1958年（昭和33年）3月、トム42, トム46, トム47, トム55が1965年（昭和40年）5月、トム49, 53が1966年（昭和31年）9月に廃車された。
1955年（昭和30年）にトム6782が田口鉄道に譲渡され付随電車サ201に改造されている。1962年（昭和37年）廃車。
1957年（昭和32年）に、トム16000形が羽幌炭礦鉄道に5両（トム16678, トム16722, トム16888, トム17220, トム17642）譲渡され、トム10形（トム11 - トム15）となった。
1957年（昭和32年）10月19日に、トム5000形1両（トム8913）が雄別炭礦鉄道に譲渡され、トム50形（トム51）となった。
1957年（昭和32年）11月に、リ2500形9両（リ2585, リ2586, リ2600, リ2609, リ2610, リ2614, リ2619, リ2626, リ2642）が三井芦別鉄道に譲渡され、同形式同番で使用された。このうち、リ2609およびリ2610は1958年（昭和33年）7月に三井鉱山奈井江専用鉄道に譲渡され、リ2585は1959年（昭和34年）7月、リ2586, リ2614, リ2642は1962年3月、リ2600, リ2619, リ2626は同年11月に廃車された。
1958年（昭和33年）9月に、トム16000形3両（トム16276, トム17052,トム 17347）およびトム5000形1両（トム9016）が小名浜臨港鉄道に譲渡され、トム20形（トム23 - トム26）となった。いずれも、1964年（昭和39年）12月に廃車となっている。
時期は不詳（昭和20年代中頃と推定）であるが、トム5000形2両（トム8587, トム8902）が羽後交通に譲渡され、トム1形（トム1, トム2）として横荘線で使用された。廃車は、トム1が1959年（昭和34年）3月、トム2が1963年（昭和38年）8月である。
上信電鉄にトム5000形1両（トム6290）が譲渡され、トム50形（トム50）となっている。

## 同形車

### 青梅電気鉄道ト121形
トム1000形は、1921年（大正10年）に梅鉢鉄工所で30両が製造された15 t 積みの二軸無蓋車で、製造当時の形式番号はト121形（ト121 - ト150）である。1926年8月に、自社工場で全車が24 t 積み三軸車に改造され、ト1001 - ト1030となったが、1928年の荷重記号付与によりトサ1000形（トム1001 - トム1030）となった。改造は、側板上部に板1枚を継ぎ足して容積を増したが、その容積の増加割合は約9%にとどまっており、荷重15 t から24 t への増量は、比重の大きい砂利輸送用としたためと推定される。これらのうち20両は、1943年（昭和18年）10月に空気制動装置取り付けスペースを捻出するため15 t 積み二軸車に復元された。1944年（昭和19年）4月の戦時買収により、二軸車20両は既存のトム5000形（トム10324 - トム10343）に編入され、三軸のまま残ったものはトサ1形（2代。トサ1 - トサ10）に改称された。トサ1形については、少数の異端形式であるうえ、ブレーキシリンダーを装備していなかったため、早期淘汰の対象となり、1950年（昭和25年）の特別廃車により消滅した。

### 神中鉄道ト260形
ト260形は、1926年汽車製造製のトム5000形の同形車で、神中鉄道開業用として33両（ト261 - ト293）が製造された。1928年（昭和3年）の称号改正によりトム260形となり、その後、会社合併により相模鉄道に移り、2001年（平成13年）まで使用された。5両が三菱鉱業芦別鉱業所専用鉄道に、10両が秩父鉄道に譲渡されている。

### 北海道拓殖鉄道トム201形
トム201形は、1928年（昭和3年）9月に5両（トム201 - トム205）、1929年（昭和4年）4月に3両（トム206 - トム208）が汽車製造で製造された、北海道拓殖鉄道の貨車である。トム16000形の同形車である。1951年（昭和26年）10月に、国鉄から2両（トム13150, トム18102）を譲り受け、トム209, トム210としている。

### 西武鉄道トム1001形・トム1501形
トム1001形は、西武鉄道が国鉄からトム5000形の払い下げを受け、または自社で新製した15t 積みの無蓋車である。譲受車、新製車をあわせて200両以上が在籍した。オリジナルの側板構造は使いにくかったため、後年総あおり戸方式に改造されている。いくつかの貨車の種車にも利用されており、1955年（昭和30年）から1958年（昭和33年）の間にスム101形に、1956年（昭和31年）に所沢車輌工場で4両が改造されて、ワム201形になった。
これらのうち、1956年（昭和31年）および1957年（昭和32年）に16両（トム1221 - トム1231, トム1229 - トム1234）が長岡鉄道に、1959年（昭和34年）に5両（トム1003, トム1008, トム1016,トム 1021, トム1026）が日本ニッケル鉄道へ譲渡されている。

## 関連形式

### トフ20700形（トフ300形）
トフ20700形は、1922年（大正11年）度から1925年（大正14年）にかけて150両（トフ20700 - トフ20849）が製造された12t 積み無蓋緩急車である。車体中央部に車掌室があり、凸型の外観を呈している。全車が東京鉄道管理局に配属され、おもに砂利や石炭輸送列車の緩急車として使用された。1928年（昭和3年）の称号規程改正では、トフ300形（トフ300 - トフ449）に改められたが、車掌車や有蓋緩急車の増備により、1936年（昭和11年）度に車掌室を撤去して、トム5000形に編入された。